# Торрихос, Омар
Ома́р Эфраи́н Торри́хос Эрре́ра (исп. Omar Efraín Torrijos Herrera; 13 февраля 1929, Сантьяго, провинция Верагуас, Панама — 31 июля 1981, гора Марта, Панама) — панамский государственный и военный деятель, де-факто руководитель Панамы в 1968—1981 годах, верховный главнокомандующий Национальной гвардии Панамы (1968—1981), бригадный генерал (1969). Осуществлял левонационалистический политический курс. Ни разу в жизни не избирался ни на какой официальный пост.

## Биография
Родился в семье школьных учителей — колумбийца Хосе Мария Торрихос Рада и панамки Хоакины Эррера. Имя получил в честь великого персидского поэта Омара Хайяма. В семье был шестым из 11 детей. Материальное положение семьи было нелёгким, поэтому приходилось часто переезжать с места на место на новые вакантные места преподавателей. С детства много общался с беженцами из охваченной гражданской войной Испании, что повлияло на его мировоззрение. В школьные годы работал помощником смазчика грузовых автомобилей.
В феврале 1947 году победил на конкурсе и завоевал право учиться в военном училище имени Герардо Барриоса (Escuela Militar Capitán General Gerardo Barrios (EM)) в Сальвадоре (с отличием окончил в 1951 году), с февраля 1952 году на военной службе в Национальной полиции (с 1953 года — Национальная гвардия) Панамы в чине младшего лейтенанта и сразу начал создавать внутри неё офицерскую организацию.
В 1954 году женился на Ракель Паузнер.
С 1955 года — лейтенант, командир отряда национальной гвардии в международном аэропорту Токумен, в 1956 году был начальником охраны находящегося в изгнании президента Аргентины Хуана Доминго Перона, получил звание капитана. C октября 1960 года — майор, командующий 2-й военной зоной (западное побережье в районе Канала) в г. Колон. С февраля 1963 года — командующий 5-й военной зоной (провинция Чирики, на северо-западе страны).
С 1958 года его неоднократно направляли на подавление студенческих, крестьянских и индейских восстаний, но каждый раз он искал мирные пути решения конфликтов. В 1958 году при зачистке партизанской зоны был тяжело ранен.
Окончил высшие командные курсы в «Школе Америк» в зоне Панамского канала в 1965 году.
С 1966 — исполнительный секретарь Национальной гвардии.
С октября 1968 года, после принятия присяги президентом Ариасом и начатой им чистки руководства Национальной гвардии, назначен военным атташе в Сальвадоре, но к обязанностям так и не приступил.
Будучи одним из самых образованных и всесторонне подготовленных высших офицеров страны, в чине подполковника возглавил группу антиимпериалистически и националистически настроенных офицеров Национальной гвардии, совершивших 11 октября 1968 года бескровный государственный переворот.

С декабря 1968 года — полковник и командующий Национальной гвардией.
После переворота внутри Национальной гвардии 25 февраля 1969, увольнения из армии и депортации в США ряда консервативных офицеров — фактический руководитель страны. На организованной встрече с освобождёнными из тюрем представителями левонастроенной интеллигенции и студенчества, депутатами оппозиционных партий и рядом ранее арестованных партизан пригласил оппозицию к сотрудничеству с правительством. При этом в тюрьмах оставались все ранее арестованные члены панамской компартии, а от руководства Национальной гвардией отстранены ультралевые деятели.
С 1969 года главнокомандующий Национальной гвардией и фактический руководитель Панамы (согласно Конституции 1972 года, являлся «высшим лидером Панамской революции»). С 11 марта 1969 года — единственный в стране генерал. Его помощником был Чучу Мартинес.
Пережил несколько покушений и попыток государственного переворота. В ночь на 15 декабря 1969 года произошёл переворот во главе с членом правящей хунты полковником П. Фабрегасом, главой генерального штаба Р. Сильверой и полковником А. Санхуром (Торрихос находился в это время в Мексике). Сразу же обзвонив всех военных руководителей страны, Торрихос выяснил, что его по-прежнему поддерживает командование ВВС, командующий войсками в г. Колон и командующий войсками в провинции Чирики (М. Норьега). Арендовав за 900 долларов частную авиетку, генерал с несколькими соратниками совершил перелёт над океаном, приземлившись вечером 15 декабря в г. Сан-Сальвадоре в пров. Чирики у границы с Гватемалой, а ночью — в столице провинции г. Давид. 16 декабря расквартированные в провинции войска под его командованием начали марш на столицу, который был поддержан многочисленными группами крестьян, молодёжи и рабочих. На подходе к столице численность отряда уже превысила 100 тысяч человек. К 9 часам вечера О. Торрихос вернулся в столицу, главари путча были арестованы. Тогда же была выявлена причастность ЦРУ к попытке переворота. 16 декабря с тех пор отмечалось в стране как праздник, «День Верности».
В 1970 году отказался продлить соглашение с США о аренде военной базы в Рио-Ато. В 1971 году обратился к США с требованием отозвать всех волонтёров «корпуса мира» (более 400 человек).
В течение нескольких лет получил поддержку со стороны армии, крестьянства, рабочего класса, молодёжи, средних городских слоёв населения, интеллигенции, мелкой и средней буржуазии. Духовенство заняло терпимую позицию.
Важнейшим достижением является многолетняя выработка, а затем подписание 7 сентября 1977 года в Вашингтоне Торрихосом и президентом США Дж. Картером американо-панамских договоров 1977 года — Договора о Панамском канале (The Panama Canal Treaty) и Договора о постоянном нейтралитете и эксплуатации канала — которые предусматривали постепенное возвращение под юрисдикцию Панамы зоны Панамского канала к 31 декабря 1999 года, которые были выполнены, несмотря на неоднократные требования американской администрации Р. Рейгана, а позже — на оккупацию страны войсками США.
23 октября 1977 года соглашение было ратифицировано парламентом Панамы.

…Это была не моя победа. Это была победа всего народа. Я просто был главным действующим лицом… я едва был заметен, хотя и был самым горластым крикуном. В зону вошла борьба многих поколений.— О. Торрихос
 Позже О. Торрихос признал, что в случае неодобрения соглашения сенатом США 19 апреля 1978 года панамскими вооружёнными силами была бы применена сила с целью захвата, блокирования и выведения из строя канала с дальнейшим развёртыванием партизанской войны.
C 1972 до 11 октября 1978 года — глава правительства. После добровольной отставки (в связи с 10-летием нахождения у власти) и официального отказа в будущем выдвигаться на пост президента сохранил за собой пост командующего Национальной гвардией.
Отойдя от активной политической деятельности, резко сократив количество публичных выступлений и встреч с населением, сохранял влияние на правительство, часто принимая и консультируя высокопоставленных посетителей.

## Внутренняя политика
Широкую поддержку панамцев получили такие мероприятия правительства Торрихоса, как налоговая реформа, перестройка системы образования (введено всеобщее начальное образование) и здравоохранения, аграрная реформа, усиление роли профсоюзов.
Был дан ход фактически замороженной аграрной реформе 1962 года, имевшей целью стимулировать эксплуатацию земли и заставить латифундистов вести интенсивное хозяйство. Размеры налогов возрастали пропорционально площадям необрабатываемых земель, находившихся в собственности. При этом длительная неуплата налогов стала квалифицироваться как отказ владельца от земли, а правительство получило право на передачу её крестьянам. За 1969—1971 года так были переданы 73 тыс.га. На экспроприированных землях было создано свыше 250 кооперативных хозяйств («асентамьенто», давали в 1970 году 1 % национального производства зерна, спустя 3 года уже 30 %, а доходы в них превышали уровень дохода крестьян-одиночек в 4-5 раз). 

Была создана Национальная корпорация по производству сахара, построены 5 первых в стране сахарных заводов. Построена ГЭС на р. Байяно.

В стране развилась сеть банков. Были предприняты меры к созданию в стране международного финансового центра. Обеспечив самые благоприятные в Латинской Америке условия для деятельности иностранных банков с точки зрения налогообложения, в короткий срок в страну были привлечены значительные капиталы (к 1973 году в стране работало более 50 филиалов крупнейших международных банков с суммой депозитов выше 1,5 млрд долларов, а в 80-е годы до 25-30 млрд долларов США).
Впервые в стране было создано министерство здравоохранения, руководство которым было поручено группе врачей педиатрического госпиталя в г. Панаме. Бюджет министерства составил 12 % общегосударственных расходов. Расходы на здравоохранение выросли с 11,7 до 17 долларов в год. На каждые 10 тысяч жителей страны полагался специализированный медицинский центр. В течение нескольких лет в стране исчезли полиомиелит, дифтерия, малярия, жёлтая лихорадка, детская смертность упала с 44 на тысячу родившихся до 24 человек.
Сразу после февральского 1969 г. военного переворота в стране были установлены минимальная зарплата в промышленности, запрет на необоснованное увольнение и введена 13-я зарплата. Специальной комиссией в ходе длительной подготовки и переговоров был подготовлен Трудовой кодекс, гарантировавший стабильность трудовой занятости и право на забастовку, предоставивший расширенные права трудящимся и профсоюзам в отстаивании экономических требований и сокративший рабочую неделю до 40 часов, возможность участия в прибылях предприятий, минимум заработной платы, 13-ю зарплату и защиту от необоснованных увольнений, а также обязательность членства в профсоюзах на производстве, . Его принятие было одобрено 11 декабря 1971 года на 200-тысячном митинге в столице.

Впервые в стране началось массовое жилищное строительство для низкооплачиваемых категорий населения.
Среднегодовой доход панамца стал выше, чем в любой стране Латинской Америки. 

Активная политика в области ликвидации неграмотности привела к тому, что если в 1968 году неграмотных в стране было около 35 %, то в 1978 было достигнуто одно из лучших достижений в Латинской Америке: ни у одного ребёнка в Панаме не уходило на дорогу в школу более получаса ходьбы. Образование до 9 лет стало обязательным и бесплатным. Число школьников выросло в 5 раз, главным образом за счёт школ, ориентированных на подготовку в будущем специалистов для промышленности, транспорта и сельского хозяйства. Втрое выросла номенклатура профессий в университете Панамы, появились его филиалы в провинциях, число студентов выросло в 4 раза.. Учебники выдавались бесплатно.

На выборах в Национальную ассамблею (НА) 6 августа 1972 года при явке 89 % избирателей сторонники О. Торрихоса получили 350 мест из 501. На первой сессии в октябре была принята конституция. Статья 2 новой конституции обязывала исполнительную, законодательную и судебную власти работать в «гармоническом сотрудничестве между собой» и с вооружёнными силами страны (Национальная гвардия получила законное право участия в политической жизни страны). Временная (сроком на 6 лет) статья 277 была посвящена лично О. Торрихосу. В соответствии с ней он провозглашался Верховным Лидером панамской революции («'Líder Máximo de la Revolución Panameña»), получал все права, традиционно предоставляемые президенту, также являлся членом кабинета министров и членом Национального законодательного совета, получал право сменять министров и глав ведомств, назначать старших и высших офицеров.

## Внешняя политика
Основное внимание во внешней политике уделял налаживанию и укреплению взаимоотношений и сотрудничества с соседними государствами, Коста-Рикой, Колумбией и Венесуэлой, в которые было нанесено множество официальных и неформальных визитов.
В 1974 году были восстановлены дипломатические отношения с Кубой (Торрихос побывал там дважды, охарактеризовав Ф. Кастро как «единственного государственного деятеля, который никогда не говорил мне, что мне надо делать»).
При Торрихосе впервые в своей истории Панама установила дипломатические отношения с социалистическими странами (кроме СССР, отношения с которым были установлены лишь в 1991 году). В августе 1975 года страна стала полноправным членом Движения неприсоединения.
Была поддержана борьба за независимость Белиза, что привело к разрыву дипломатических отношений с Гватемалой, активно поддерживалось партизанское движение в Никарагуа (в стране действовали партизанские базы и госпитали, через Панаму транспортировалось оружие) и Сальвадоре, позиция Боливии по получению выхода к Тихому океану, право Израиля на существование.
После начала в 1980 году гражданской войны в Сальвадоре генерал Торрихос оказал помощь 420 беженцам из Сальвадора (почти половину из которых составляли дети), попавшим под бомбардировку ВВС Сальвадора и бежавших на территорию Гондураса. Он вывез их из Гондураса в Панаму на самолёте и разместил в посёлке Сьюдад-Ромеро.
Панама первой в Латинской Америке признала Фронт ПОЛИСАРИО и независимость Западной Сахары.
По отношению к США была занята позиция максимально возможного отдаления и выхода из-под политического и экономического влияния. Однако именно по просьбе США в 1979 году Панама предоставила временное убежище бывшему шаху Ирана Мохаммеду Реза Пехлеви.

## Гибель
Тот, кто посвящает жизнь борьбе против социальной несправедливости, должен как следует взвесить свой выбор. Он должен сознавать, что едва ли ему придётся умереть от старости в постели. Генерал Торрихос знает, что он умрёт насильственной смертью… я это знаю, это предусмотрено и это меня не беспокоит.— О. Торрихос

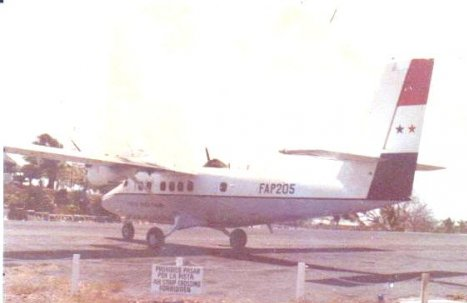
самолёт DHC-6 Twin Otter (бортовой номер FAP 205), на котором летел Торрихос

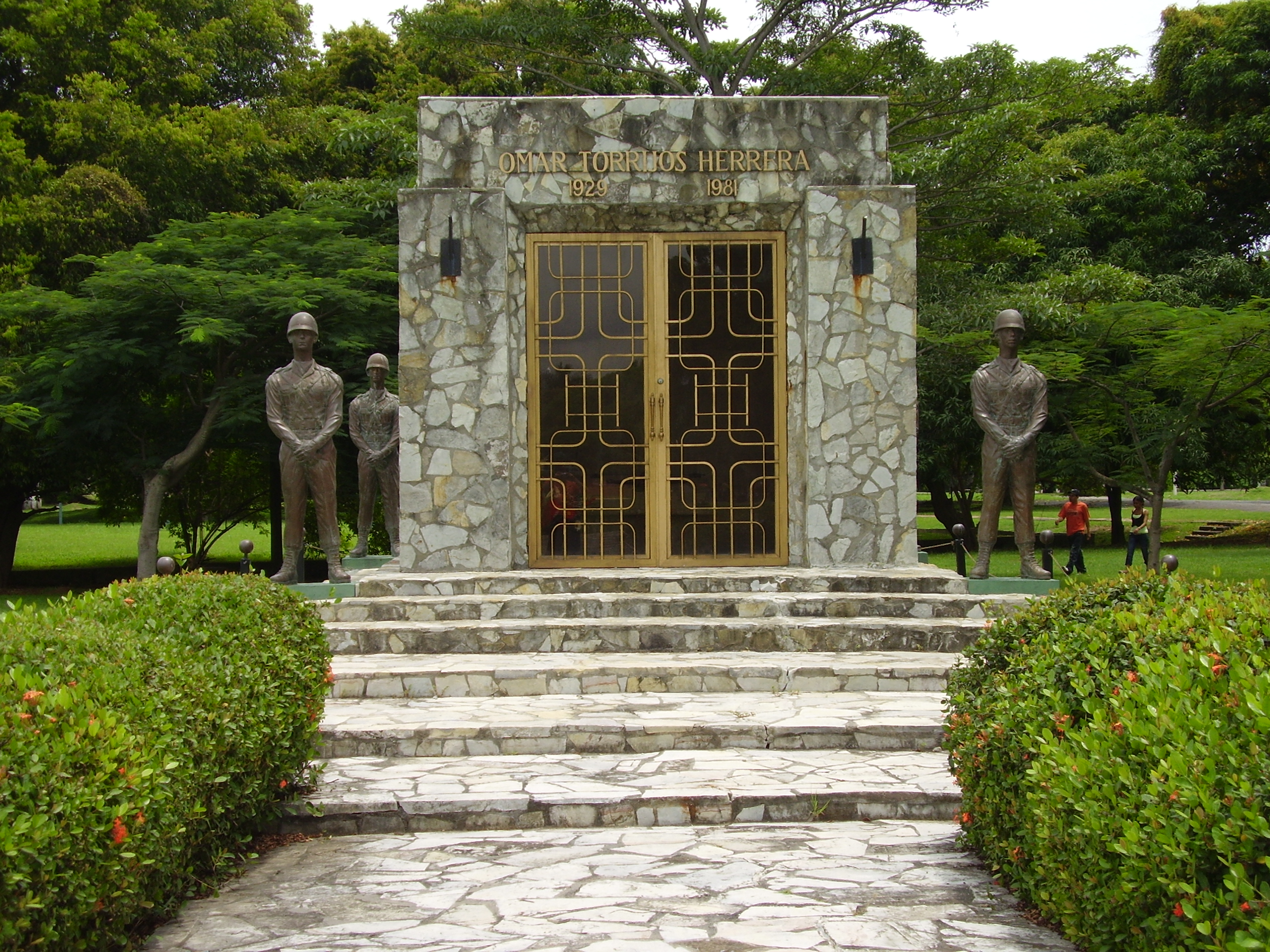
Мавзолей Торрихоса на кладбище Cementerio Amador

31 июля 1981 года самолёт DHC-6 Twin Otter, на котором летел Торрихос, разбился при загадочных обстоятельствах, погибли все семь человек, находившиеся на борту (2 пилота и 5 пассажиров). В 1983 году были объявлены результаты расследования, согласно которым причиной катастрофы была названа ошибка пилота; было также объявлено, что следов взрывчатки, взрыва или пожара на борту самолёта и посторонних примесей в топливе обнаружить не удалось. Хотя, с другой стороны, могла быть выведена из строя система управления, и вполне возможно, что это и стало причиной трагедии.

Однако документы, относящиеся к аварии, исчезли во время вторжения США в Панаму в 1989 году. Попытка их обнародовать во время суда над М. Норьегой в 1991 году была отвергнута на основании протеста правительства США, запретившего разглашение секретной информации.
Моисес Торрихос (брат) в своём интервью мексиканской газете «Эксельсиор» заявил, что гибель его брата является делом рук ЦРУ США.
Хосе де Хесус Мартинес (Чучу Мартинес), бывший помощник и телохранитель Торрихоса (пилот по специальности) в августе 1987 года в эфире панамской программы «Свидетели истории» сообщил, что считает смерть Торрихоса делом рук американцев. Он также сообщил, что навигационная система самолёта могла быть выведена из строя при подготовке к вылету.
По утверждению одного из помощников Мануэля Норьеги, авиакатастрофа была организована Норьегой.
Американский писатель Джон Перкинс в своей книге «Confessions of an Economic Hit Man» (2004 год) высказал мнение, что Торрихос был убит по приказу ЦРУ из-за переговоров с группой японских бизнесменов во главе с Сигэо Нагано, который предложил построить новый канал через Панаму.
В 2013 году полковник панамской армии Роберто Диас Эррера (Roberto Díaz Herrera) обратился к правительству Панамы с просьбой провести новое расследование обстоятельств авиакатастрофы. Он предложил рассмотреть версию, что взрывное устройство могло быть закреплено снаружи фюзеляжа.

## Личные качества
Практически с детства имел большой авторитет среди друзей и знакомых. Всегда отмечались его патриотизм, профессионализм, упорство, безупречная личная репутация, бескорыстие, умение работать с людьми, личная скромность и приветливость.
В отношениях с согражданами (Торрихос называл такое общение «домашним патрулированием») был вежлив и тактичен, обладал чувством юмора, хорошо общался с незнакомыми людьми всех возрастов (что всегда добавляло ему популярности), был критичен к себе как руководителю.

Я военный человек, убеждённый в необходимости мирных перемен и ломающий старые структуры не потому, что я смел, а скорее всего потому, что я боюсь насильственных перемен.— О. Торрихос
Много времени проводил вне столицы, проживая в двухэтажном скромном домике в рыбацком посёлке Фаральон на тихоокеанском побережье в 100 км к северу от столицы, рядом с бывшей базой ВВС США Рио-Ато. Любил чтение (в основном биографии известных людей) и просмотр документальных фильмов.
Среди мировых лидеров наиболее близок по личным качествам ему были Иосип Броз Тито, Д. Прайс, Веласко Альварадо, с которыми установились дружеские неформальные отношения.

Он был слишком непредсказуем и действовал в зависимости от конкретных обстоятельств. Он не был рабом однажды выбранной линии или военного приказа, он их обязательно калибровал в зависимости от стратегии выживания.— А. М. Норьега

Образ мышления Торрихоса так и не оформился в стройную законченную систему. У него никогда не было заранее приготовленных решений и ответов на вопросы, с которыми к нему обращались ежедневно. Часто он не отвечал ни «да», ни «нет», а говорил нечто среднее, приблизительное — трудно улавливаемое теми, кто его знал, и уж совсем непонятное для всех остальных.— Х. Мартинес

## Последующие события
Посмертно был произведён в дивизионные генералы.

В соответствии с завещанием («войти в зону канала»), 4 августа 1981 года захоронен в бывшей зоне Панамского канала, на холме Анкон над столицей страны. Позже перезахоронен в усыпальнице в форте Амадор.
В июле 1988 года был открыт первый памятник Торрихосу — в никарагуанской столице Манагуа.
20 декабря 1989 года в ходе вторжения США в Панаму правительство страны было свергнуто и пост президента Панамы занял Гильермо Эндара Галимани. Он начал кампанию по борьбе с памятью о Торрихосе — в первые три месяца после вторжения были изданы новые школьные учебники, в которых эра правления Торрихоса и Норьеги была названа как «21 год военной диктатуры»; также были переименованы международный аэропорт Панамы и муниципальный стадион, ранее названные именем Торрихоса.

## Награды и звания
Почётный доктор Университета Буэнос-Айреса. Не имел панамских государственных или общественных наград.

## Потомки
Дети: сыновья Думас, Омар Хосе, Мартин, дочери Ракель де Мария, Кармен Алисия, Тура.
Сын, Мартин Торрихос Эспино, победил на президентских выборах в 2004 году и занимал должность президента в 2004—2009 годах.
Приёмные сыновья Даниэль Гонсалес и Пабло Смит.